# Basseliniinae
Basseliniinae, podtribus palmi, dio tribusa Areceae, potporodica Arecoideae. Sastoji se od šest  rodova čije vrste rastu po pacifičkim otocima: Nova Kaledonija, Fidži, Vanuatu, Bismarckovi otoci, Solomonski otoci, Norfolk .

## Rodovi
1. Basselinia Vieill.
2. Burretiokentia Pic.Serm.
3. Cyphophoenix H.Wendl. ex Hook.f.
4. Cyphosperma H.Wendl. ex Hook.f.
5. Lepidorrhachis (H.Wendl. & Drude) O.F.Cook
6. Physokentia Becc.